# 洞穴霜花

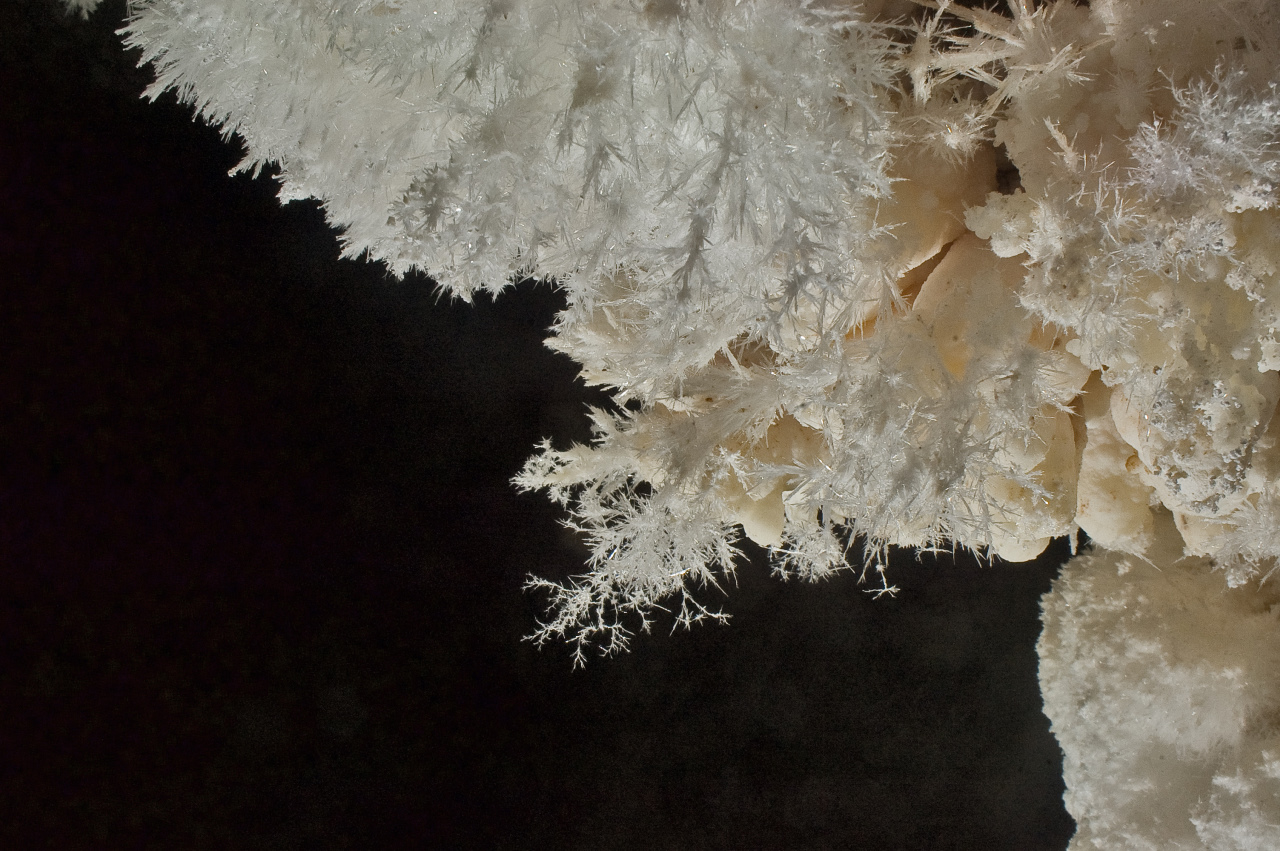
南達科他州 Jewel Cave 的洞穴霜花

洞穴霜花（英語：frostwork）是一種針狀洞穴沉積物，由文石或被文石取代的方解石組成。 屬石膏花之一種。洞穴霜花 也可以由蛋白石或石膏組成。 在一些洞穴中，洞穴霜花會長在洞穴爆米花或箱型晶上。

## 成因
洞穴霜花的起源有些爭議。 它的形成被歸因於在潮濕循環的空氣中，含有溶解的碳酸鈣，這些潮氣留在岩石表面結晶而形成。 在蒸發率相對較高的地方，洞穴通道滲出水， 也能形成洞穴霜花。